# Șovarna
Șovarna – wieś w Rumunii, w okręgu Mehedinți, w gminie Șovarna. W 2011 roku liczyła 785 mieszkańców.